# Wüstenrot (gmina)
Wüstenrot – miejscowość i gmina w Niemczech, w kraju związkowym Badenia-Wirtembergia, w rejencji Stuttgart, w regionie Heilbronn-Franken, w powiecie Heilbronn. Leży ok. 20 km na południowy wschód od Heilbronn, przy drodze krajowej B39.